# Marydale
Marydale ist eine Stadt in der Gemeinde Siyathemba, Distrikt Pixley Ka Seme, Provinz Nordkap in Südafrika. Die Stadt wurde 1902 gegründet durch die Dutch Reformed Church. Benannt wurde sie nach Mary Snyman, der Frau des Besitzers der Farm Kalkput, auf dessen Besitz die Stadt lag. Im Jahr 2011 hatte Marydale 2623 Einwohner.

## Wirtschaft und Verkehr
Nordwestlich der Stadt gibt es größere unterirdische Wasserreserven, die Wasserversorgung der Region beruht daher hauptsächlich auf dem Einsatz von windgetriebenen Pumpen. Wirtschaftlich ist die Stadt von der Schafzucht und dem Anbau von Baumwolle abhängig. Der Abbau von Asbest ging in den letzten Jahren deutlich zurück. Die Stadt liegt an der Nationalstraße N10. Sie kreuzt hier die Regionalstraße R383.

## Sehenswürdigkeiten
- Köcherbaumwald: Beim nordwestlich von Marydale gelegenen Koegas findet man einen Köcherbaumwald (Aloe dichotoma)
- archäologische Funde in der Umgebung[2]